# Eodelena melanochelis
Eodelena melanochelis är en spindelart som först beskrevs av Embrik Strand 1913.  Eodelena melanochelis ingår i släktet Eodelena och familjen jättekrabbspindlar.
Artens utbredningsområde är Victoria, Australien. Inga underarter finns listade i Catalogue of Life.